# Teresia Boström
Eva Teresia Birgitta Andersdotter Boström (tidigare gift Derlén), född 21 oktober 1975 i Gillberga församling i Eskilstuna kommun, är en svensk präst och biskop i Härnösands stift inom Svenska kyrkan. Hon valdes till biskop den 14 maj 2024 och  biskopsvigdes den 22 september 2024 i Uppsala domkyrka av ärkebiskop Martin Modéus.
Boström är forskare i religionsvetenskap och har tidigare även varit präst inom Engelska kyrkan.

## Biografi

### Uppväxt, utbildning och prästtjänst
Teresia Boström är dotter till prästen Anders Boström och diakonissan Birgitta Boström. Hon växte upp i Eskilstuna och därefter Sundsvall, där hon tog studenten. Boström avlade teologie kandidatexamen vid Lunds universitet 2003, och prästvigdes samma år för Strängnäs stift. Hennes missivförsamling som pastorsadjunkt var dåvarande Nyköpings Alla Helgona. Under 2000-talet arbetade hon som komminister i Luleå stift i Lövånger, Skellefteå landsförsamling och Umeå.
Åren 2012–2019 var Boström bosatt i England och verksam som präst (engelska: associate priest) i Oxfords stift inom Engelska kyrkan. Från 2019 var Boström komminister i Svenska kyrkan i London, innan hon återvände till Sverige rekryterad av Mikael Mogren som biskopsadjunkt och stiftsteolog i Västerås stift mellan åren 2020-2024.

### Forskning
Från 2012 bedrev Boström forskarstudier vid King's College London parallellt med sitt arbete i Oxfords stift. Hon hade även undervisningstjänst vid universitetet.
Boström avlade filosofie doktorsexamen i teologi och religionsvetenskap vid King's College den 1 december 2019, på en avhandling om svenskt nattvardsbruk på 1600-talet, det vill säga strax efter den svenska reformationen. Avhandlingen visar på en bredd av tolkningar av både lutherdom och eukaristin, och på skillnader mellan kyrkans officiella lära, kyrkans undervisning och folktro. Avhandlingen lyfter bland annat fram att katolska praktiker fortsatte långt in på 1600-talet, och att altartjänsten och realpresens fortsatt intog en viktigare position än Ordet och predikan.
Som stiftsteolog har Boström fortsatt sin forskning, bland annat med fokus på glömd kvinnohistoria och kvinnors sätt att uttrycka sin tro samt religionspedagogik i psalmer och om körsång i Svenska kyrkan.

### Biskopsvalet i Härnösands stift 2024
I Biskopsvalet i Härnösands stift 2024 kom Teresia Boström på fjärde plats i nomineringsvalet, och var en av åtta kandidater som gick vidare till behörighetsprövning och kandidatutfrågning. I valomgång 1 tog hon första plats, med ett fåtal fler röster än Kenneth Nordgren, präst och rektor för Svenska kyrkans utbildningsinstitut. Efter en ny utfrågning, denna gång ledd av förre ärkebiskopen Anders Wejryd, valdes Teresia Boström till ny biskop för Härnösands stift den 14 maj 2024, med 214 mot 137 röster.

### Biskop i Härnösands stift
Boström vigdes till biskop den 22 september 2024 i Uppsala domkyrka av ärkebiskop Martin Modéus. Hon vigdes samtidigt som Ulrica Fritzson vigdes till biskop för Skara stift. Boströms valspråk som biskop lyder: "Gud förnyar jordens ansikte".

### Familj
Boström var 2001–2024 gift med Mattias Derlén, professor i rättsvetenskap vid Umeå universitet. Hon bar under denna tid efternamnet Derlén, men återtog sitt namn som ogift, Boström, i maj 2025.